# Polizeiruf 110: Der verlorene Sohn
Der verlorene Sohn ist ein Fernsehfilm aus der Krimireihe Polizeiruf 110. Bei dem im Auftrag des Mitteldeutschen Rundfunks (MDR) unter der Regie von Friedemann Fromm produzierten Film, der am 13. Oktober 2013 erstmals im Fernsehen ausgestrahlt wurde, handelt es sich um die 339. Polizeiruf-110-Folge. Kriminalhauptkommissarin Doreen Brasch, verkörpert von Claudia Michelsen, und Hauptkommissar Jochen Drexler (Sylvester Groth), müssen zusammen ihren ersten Fall lösen. 

## Handlung
Kriminalhauptkommissarin Doreen Brasch befindet sich am späten Abend mit ihrem Kollegen Kriminalobermeister Mautz in einer Kneipe, als sie ein Einsatzruf erreicht. Umgehend begeben sich beide zum angegebenen Tatort, einem Fitnessstudio in Magdeburg, wo sie einen leblosen Schwarzafrikaner auffinden. Kriminalhauptkommissar Jochen Drexler kann ihn als den aus Guinea stammenden Samuel Laye identifizieren.  Auch wenn es „nur“ nach einem entgleisten Einbruch aussieht, ist ein fremdenfeindliches Motiv nicht auszuschließen. Besitzer des Fitnessstudios ist der Russe Victor Koslow. Laye hatte dort als illegale Reinigungskraft in einer Putzkolonne gearbeitet. Nach Aussage von Layes Ehefrau hatte ihr Mann Kenntnis davon, dass Koslow mit Anabolika handelt und deshalb Streit mit ihm gehabt. Brasch und Drexler gehen diesem Hinweis nach und finden im Keller des Fitnessstudios größere Mengen illegaler Substanzen und in Koslows Schuppen Waffen, darunter auch ein Schnellfeuergewehr, das sich als die Tatwaffe herausstellt. Koslow wird festgenommen, bestreitet aber, von diesen Waffen Kenntnis zu haben, und Brasch kann nicht ausschließen, dass ihm der Mord bewusst angelastet werden soll. Sie hatte in der Nähe von Koslows Haus ein Armband gefunden, das zweifelsfrei ihrem eigenen Sohn Andi gehört, der sich von ihr losgesagt hat und in die rechtsextreme Hooligan-Szene abgerutscht ist. Sie stellt ihn zur Rede, was die Kommissarin aber nicht wirklich weiter bringt, denn Andi ist in keiner Weise kooperativ. Ihr Versuch, ihm klarzumachen, dass er gerade ziemlich in Schwierigkeiten stecke, endet nur mit gegenseitigen Vorwürfen über ihre zerrüttete Beziehung.
Die Obduktion ergibt, dass Laye bereits tot war, als er mit dem Schnellfeuergewehr durchlöchert wurde. Des Weiteren fanden sich Farbpartikel in seinen Haaren und Spuren, die nach genauer Analyse darauf schließen lassen, dass er von Paintballgeschossen getroffen wurde. Da Laye stark herzkrank war, erklärt das seinen plötzlichen Tod. In der Magdeburger Gotcha-Szene ist der rechtsextrem Joachim Langner für Drexler daher ein erster Anlaufpunkt. Drexler recherchiert im Internet und findet hier zahlreiche Videos, auf denen zu sehen ist, wie maskierte Gotcha-Krieger des Nachts Jagd auf Asylbewerber machen. Als Alibi für den Tatzeitraum gibt Langner seine Stammkneipe „Starkstrom“ an, in der er regelmäßig zweimal pro Woche mit seinen Leuten sei. Brasch überprüft das und droht dem Wirt harte Konsequenzen an, wenn er nicht wahrheitsgemäß aussagen würde. Da er aktuell eine Bewährungsstrafe auferlegt bekommen hat, fügt dieser sich. Angeblich will Langner von zwanzig Uhr bis ein Uhr in der Kneipe gewesen sein, was der Wirt nicht bestätigt. Dennoch fehlen den Ermittlern handfeste Beweise gegen Langner und seine Gruppe. Auch haben sie noch immer nicht die Verbindung gefunden, warum das Opfer gezielt bei Victor Koslow abgelegt wurde und man dann die Waffen bei ihm finden sollte. Das ändert sich, nachdem Drexler herausfindet, dass Koslow das Fitnessstudio über einen Kredit finanziert hat, der ihm gerade, aufgrund der Mordanklage, gekündigt wurde. Schon bald erscheint ein Kaufinteressent, der das Objekt unter Wert aufkauft.
Am nächsten Tag wird an der Elbe die Leiche von Matthias ‚Matze‘ Wisnieski, einem von Langners Leuten, gefunden. Brasch findet heraus, dass Wisnieski einem Journalisten angeboten hatte, ihm für 20.000 Euro zu verraten, wer den „Bimbo“ erschossen habe. Um handfeste Beweise gegen Langner und seine Leute zu bekommen, erwirkt Drexler eine Abhörgenehmigung. Dabei finden die Ermittler heraus, dass es ein Handyvideo gibt, das Wisnieski dem Journalisten zeigen wollte. Bei allen Aktivitäten Langners steht ihm der Rechtsanwalt Walser zur Seite. Dieser erklärt, dass zwei der Verdächtigen aus der Gruppe ihm anvertraut hätten, dass Braschs Sohn Andi Wegener der Einzige sei, der zur Tatzeit des Mordes an Wisnieski nicht in der Gruppe gewesen sei. Noch bevor er zur Fahndung ausgeschrieben wird, stellt er sich auf Anraten seiner Mutter selbst bei der Polizei. Er sagt aus, dass die Gruppe ebenso wie er einfach nur den Russen aus ihrem Viertel hätten vertreiben wollen. Aus demselben Grund jagten sie „Kanaken“, die illegal bei Koslow arbeiten würden. Bei so einer nächtlichen Jagd sei Samuel Laye ohne erkennbaren Grund tot zusammengebrochen. Sie hätten Langner angerufen, der ihnen versprochen habe, sich zu kümmern. Wisnieski hätte die ganze Aktion mit seinem Handy gefilmt.
Während ihr Sohn verhört wird, kann Brasch in Erfahrung bringen, dass Langner und Niklas Seifert, der neue Besitzer des Fitnessstudios, auf dem Video zu sehen sein sollen. Langner habe Wisnieski festgehalten und Seifert habe geschossen. Brasch stellt die beiden, die sofort auf die Kommissarin zu schießen beginnen, die das Feuer erwidert. Seifert stirbt im Schusswechsel, Langner ergibt sich und wird festgenommen.

## Dreharbeiten
Polizeiruf 110: Der verlorene Sohn wurde vom 14. Mai bis zum 13. Juni 2013 in Magdeburg gedreht.

## Rezeption

### Einschaltquote
Die Erstausstrahlung von Polizeiruf 110: Der verlorene Sohn am 13. Oktober 2013 wurde in Deutschland von 8,59 Millionen Zuschauern gesehen. Der Film erreichte einen Marktanteil von 24,7 Prozent für Das Erste.

### Kritik
Klaudia Wick von tittelbach.tv beeindruckt die Szene am meisten, in der sich Braschs eigener Sohn als Tatverdächtiger „dem Zuschauer […] offenbart“. Dies „gehört zu den dichtesten und spektakulärsten Momenten des an Spannung und Emotionen nicht eben armen Films. Die gesamte Backstory der Hauptfigur wird in einem von Claudia Michelsen und Vincent Redetzki fulminant gespielten, verbalen Schlagabtausch vermittelt. Während üblicherweise breit erzählte Nebenhandlungen die Premierenfolgen einer neuen Ermittlerfigur belasten oder die Neuen neuerdings über mehrer [sic] Folgen hinweg ein Geheimnis bleiben sollen, erzählen Friedemann und Christoph Fromm hier ganz im Stil ihrer Hauptfigur: Direkt, konsequent, aber nie gefühllos.“ „Während Brasch nun ein […] privates Motiv hat nach dem wahren Täter mit dem Kopf durch die Wand zu fahnden, lässt sich ihr Partner Drexler nur widerwillig auf die trotzige Gangart seiner Kollegin ein. Sylvester Groth spielt seine Figur mit klugen Akzenten als noch ungelüftetes Geheimnis. Vorsichtig ist dieser Ermittler, aber nicht mutlos. Prinzipientreu, aber nicht engstirnig. Autonom, aber nicht illoyal. Die beiden passen so gut und so wenig zusammen wie Schimanski und Tanner – Michelsen und Groth machen aus dem Widerspruch eine glaubwürdige Konstellation.“
Bei Spiegel.de urteilte Christian Buß: „Mit dem Thema Neonazismus im deutschen Fernsehen ist das ja so eine Sache; gerne stellt man ein paar rasierte Schädel als Angststaffage ins Bild, die tieferen Ursachen für den Extremismus bleiben aber meist ungeklärt. Der neue ‚Polizeiruf‘ versperrt sich so einem spekulativem Glotzen auf die Glatzen. Er ist tatsächlich brisant, weil er die Verbindungen zwischen rechtem Untergrund und bürgerlicher Gesellschaft aufzuzeigen versucht.“ Des Weiteren liege „in der Kombination von überforderter Ermittlermutter und hasserfülltem Nazi-Sohn brisantes Potential. Der rechte Rand, er beginnt gleich im Behördenumfeld. Auch diese Unterstellung wird den Stadtvätern von Magdeburg nicht schmecken.“
Julian Miller schrieb bei Quotenmeter.de: „Das neue Ermittlerteam besticht durch Gegensätzlichkeit. Doreen Brasch ist lässig, immer mit dem Motorrad unterwegs, impulsiv und überschreitet gerne mal Grenzen und Gesetze. Jochen Drexler ist ein akribischer Tüftler, stets korrekt und diszipliniert und nimmt die Vorschriften ernst.“ „“
Bei Prisma.de lobt Wilfried Geldner den Mut: „ein derart sensibles und relevantes Thema [wie den Nationalsozialismus in Ostdeutschland] anzugehen, [das] verdient durchaus Respekt. Nur hätte dieses Thema eine vielschichtigere Betrachtung verdient, als sie ‚Der verlorene Sohn‘ letztlich gewährt. Doppelt schade, da mit Friedemann Fromm ein hochkarätiger Autor und Regisseur für den Film verantwortlich zeichnet, dem man das locker zutrauen würde.“
Die Kritiker der Fernsehzeitschrift TV Spielfilm vergaben die bestmögliche Wertung (Daumen nach oben) und stellten fest, das „Mutter-Sohn-Psychogramm“ sei zugleich „ein Blick auf die rechte Szene“.